# Памятник первой грузинской типографии
Памятник первой грузинской типографии — достопримечательность Тбилиси, находится в историческом районе Старый город, на Площади Ираклия II.

## История

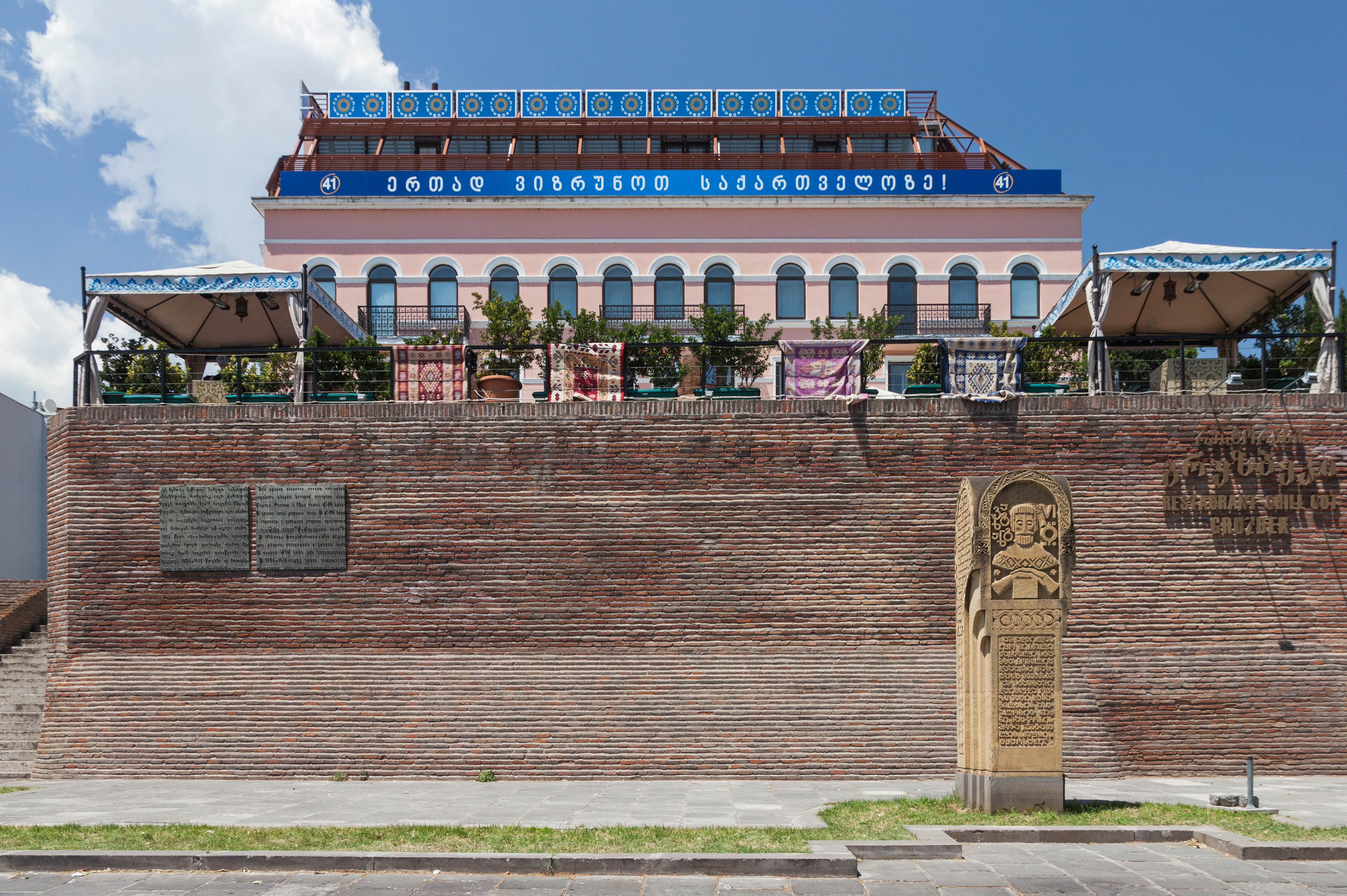

Установлен между Банями царя Ростома и набережной реки Кура, вблизи места, где располагалась первая грузинская типография. Типография была основана в 1709 году по повелению царя Вахтанга VI, в ней впервые была напечатана поэма Руставели «Витязь в тигровой шкуре» (1712 год)